# سامانه شناسه کالا
سامانه شناسه کالا یکی از زیرمجموعه‌های سامانه جامع تجارت است. سامانه شناسه کالا سامانه‌ای است برای تولید و دریافت شناسه کالا و تشکیل شناسنامه کالا که رویه‌های درخواست و صدور شناسه کالا را شامل می‌شود و استعلام شناسه کالا را برای سامانه‌ها و افراد مرتبط ممکن می‌کند. این سامانه توسط مرکز توسعه تجارت الکترونیکی از زیر مجموعه‌های وزارت صنعت، معدن و تجارت اداره می‌شود.
سامانه شناسه کالا به گونه ای طراحی و اجرا گردیده‌است که فرایندهای درخواست و صدور شناسه کالا را دربر گرفته و امکان استعلام شناسه کالا را برای زیرمجموعه‌های سامانه جامع تجارت و دیگر سامانه‌های مرتبط فراهم کرده‌است همچنین دارای یک درگاه مشترک با سامانه جامع تجارت می‌باشد.
هدف از راه‌اندازی این سامانه، جمع‌آوری و استفاده سیستمی از اطلاعات کالا، ایجاد زبان مشترک و قابل درک برای تمام سامانه‌های تجاری در خصوص کالا، خدمات مورد معامله می‌باشد که از طریق سامانه شناسه کالا به صورت متمرکز و استاندارد و یکپارچه و در عین حال سهل‌الوصول و با مشارکت ذینفعان اصلی صورت می‌گیرد.

## هدف طرح
- ثبت هویت کالاهای همسان با یک شناسه مشترک
- تعریف شناسنامه برای کالاهای همسان
- جلوگیری از صدور مجوزهای تکراری و بازرسی‌های مکرر
- تسهیل در شناسایی کالاها
- شفاف سازی داده‌ها و کمک به تهیه آمار دقیق

## زمان شروع طرح
وزیر صنعت، معدن و تجارت، به استناد آیین‌نامه اجرایی تبصره ۳ ماده ۱۳ قانون مبارزه با قاچاق کالا و ارز، دستورالعمل‌های اجرایی ثبت شناسنامه، اخذ و نصب شناسه کالا ۱۲ گروه کالایی را ابلاغ نمود مطابق این ابلاغیه، واردکنندگان اولین مشمولان این طرح بوده‌اند و تولیدکنندگان با فاصله زمانی چندماهه مشمول دریافت شناسه کالا می‌باشند. واردکنندگان گروه‌های کالایی از تاریخ ۱۳۹۶/۰۳/۳۱ ملزم به اخذ و نصب شناسه کالا بوده‌اند و کلیه فرایندهای تجاری اعم از ثبت‌سفارش، ترخیص، انبارش و حمل تنها با شناسه کالا امکان‌پذیر می‌باشد.

## مستندات قانونی
ماده ۱۳ قانون مبارزه با قاچاق کالا و ارز
به منظور شناسایی و رهگیری کالاهای خارجی که با انجام تشریفات قانونی وارد کشور می‌شود و تشخیص آن از کالای قاچاق یا فاقد مجوزهای لازم از قبیل کالای جعلی، تقلبی، غیر بهداشتی و غیر استاندارد، ترخیص کالای تجاری منوط به ارائه گواهی‌های دریافت شناسه کالا، شناسه رهگیری، ثبت گواهی‌ها و شماره شناسه‌های فوق توسط گمرک است. در هر حال توزیع و فروش کالاهای وارداتی در سطح بازار خرده فروشی منوط به نصب این دو شناسه است و در غیر اینصورت کالاهای مذکور قاچاق محسوب می‌شوند.
آیین‌نامه ماده ۱۳ قانون مبارزه با قاچاق کالا و ارز

## پشتیبانی و پاسخگویی
در جهت رفاه حال خدمت گیرندگان و عدم نیاز به مراجعات حضوری، تولیدکنندگان و واردکنندگان محترم می‌توانند در صورت برخورد با هر نوع مشکلی و دریافت راهنمایی‌های بیشتر به درگاه‌های ارتباطی ذیل مراجعه نمایند:
- با استفاده از شماره تلفن ۰۲۱٫۷۵۴۹۲۰۰۰ داخلی ۵ امکان پاسخگویی به کلیه سؤالات در خصوص سامانه شناسه کالا توسط کارشناسان فراهم شده‌است.
- جهت اطلاع از اخبار شناسه کالا به کانال شناسه کالا در پیام رسان‌های داخلی (بله، سروش، ایتا) به آدرس @cid_news مراجعه نمایند.
- برای دسترسی به مستندات و موارد آموزشی در صفحهٔ مستقل در تارنمای وزارت صنعت، معدن و تجارت به آدرس http://mimt.gov.ir/shenase مراجعه نمایند.
- در راستای شفاف سازی اصالت کالا، با نصب نرم‌افزار خدمات دولت همراه بر روی تلفن همراه، امکان استعلام شناسه کالا برای عموم مردم فراهم شده‌است. (با نصب نرم‌افزار و انتخاب گزینه استعلام اطلاعات مختصر کالا و وارد نمودن کد شناسه شرح و اطلاعات کامل کالا نمایش داده می‌شود)

## سامانه‌های مرتبط با شناسه کالا
- سامانه جامع انبارها وزارت صنعت و معدن و تجارت
- [https://www.ntsw.ir/%5Bپیوند+مرده%5D سامانه ثبتارش][پیوند مرده] وزارت صنعت و معدن و تجارت
- http://maj.ir/index.aspx?lang=1&sub=0/%5Bپیوند+مرده%5D وزارت جهاد کشاورزی
- سامانه شناسه IVC سازمان دامپزشکی
- سامانه IVO سازمان دامپزشکی
- سامانه TTAC سازمان غذا و دارو
- درگاه ملی خدمات دولت همراه